# أزمة وجودية

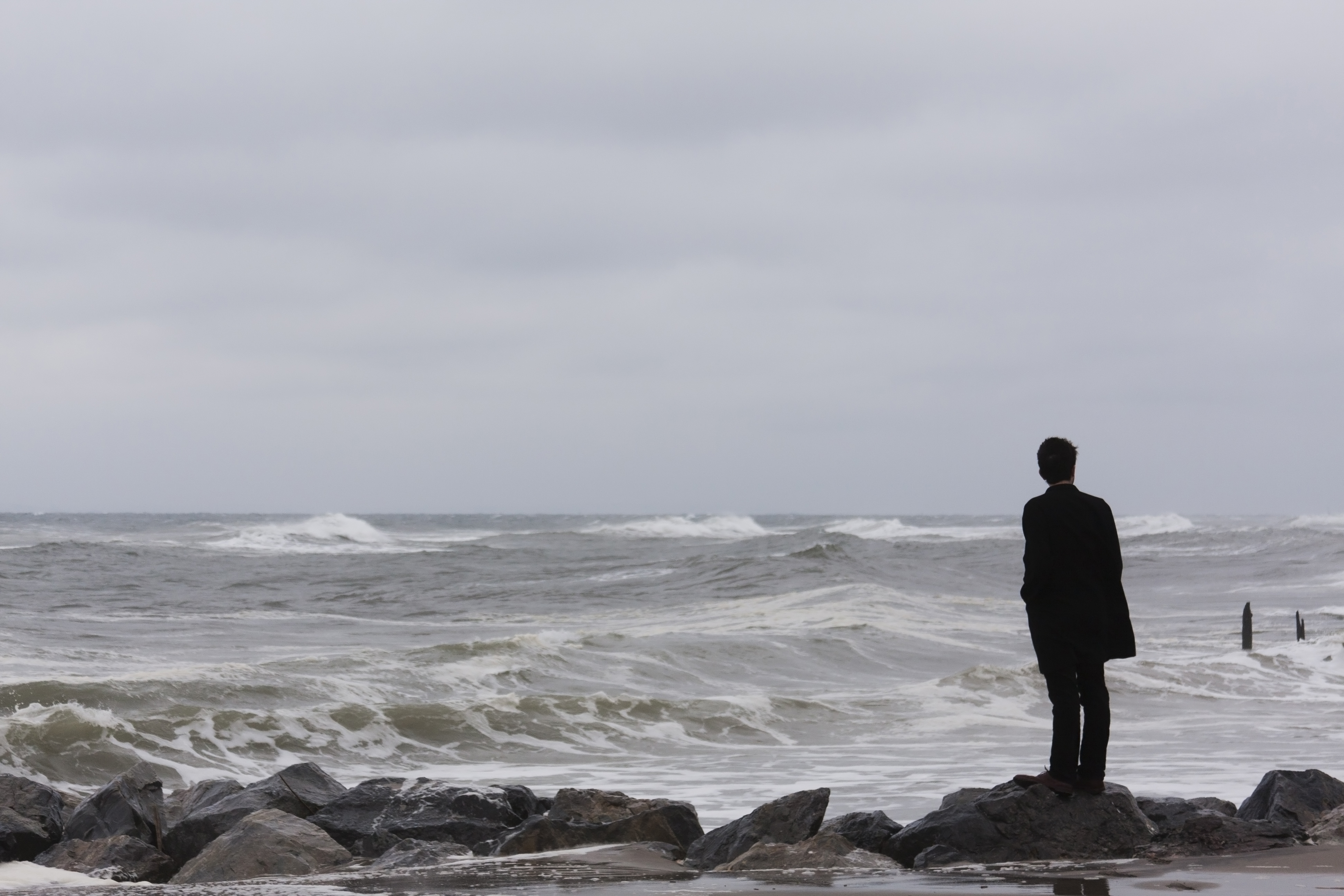
مشاعر الوحدة وعدم الأهمية في مواجهة الطبيعة شائعة في الأزمة الوجودية.

الأزمات الوجودية هي لحظات يتساءل فيها الأفراد عما إذا كان لحياتهم معنى أو غرض أو قيمة، وتتأثر سلبًا بالتأمل. والأزمات الوجودية شائعة الارتباط -لكن ليست بالضرورة دوماً مرتبطة- بالاكتئاب أو التكهنات السلبية عن معنى الحياة (على سبيل المثال، «إن كنت سأُنسى في يوم من الأيام، فما الغاية من كل ما أفعله؟»). هذه المسألة المتعلقة بمعنى وهدف الوجود الإنساني هي المحور الرئيسي للفلسفة الوجودية.

## الأسباب
قد تنجم أزمة وجودية عن:
- اضطراب اكتئابي حاد
- اضطراب تبدد الشخصية
- اضطراب الشخصية الحدية
- اضطراب الشخصية الفصامية
- اضطراب الوسواس القهري
- إدمان الكحول
- الحرمان الشديد من النوم
- العزلة المطولة
- عدم الرضا عن الحياة
- صدمة نفسية كبيرة
- تعاطي المواد المخدرة
- الشعور بالوحدة والعزلة في العالم
- فهم جديد أو تقدير لحياة أو موت الشخص، ربما بعد تشخيص مشكلة صحية كبيرة مثل مرض عضال
- الاعتقاد بأن حياة المرء ليس لها هدف أو معنى خارجي
- عدم اليقين بشأن الشيخوخة أو الآخرة
- الخوف من الموت أو حتميته
- البحث عن معنى الحياة
- تبدد إحساس المرء بالواقع، أو كيف يكون العالم.
- تجربة ممتعة أو مؤذية بشكل كبير بحيث تترك المرء يبحث بعدها عن معنى.
- إدراك أن الكون أكبر، وأكثر تعقيدًا، وأكثر غموضًا، و / أو بشكل عام يتجاوز الفهم البشري الحالي أو الجماعي.
- تجربة الحياة من وجهة نظر واحدة.
- تقييم العواطف.

## الوصف
غالبًا ما تحدث الأزمة الوجودية بسبب حدث مهم في حياة الشخص (صدمة نفسية، زواج، انفصال، خسارة كبيرة، وفاة أحد الأحباء، تجربة مهددة للحياة، شريك عاطفي جديد، تعاطي مخدرات نفسية، مغادرة الأبناء البالغين المنزل، بلوغ سن ذات دلالة شخصية (بلوغ الثامنة عشرة، بلوغ الأربعين، إلخ)، إلخ..) عادة، ما يثير ذلك باطنة المرء حول موته، وبالتالي يكشف عن القمع النفسي لهذا الوعي. ويمكن أن تكون الأزمة الوجودية مشابهة للقلق والاكتئاب.
قد تشبه الأزمة الوجودية الشذوذ (حالة شخصية ناتجة عن نقص المعايير) أو أزمة منتصف العمر. قد تنشأ الأزمة الوجودية من تصور المرء الجديد للحياة والوجود. وبالمثل، تفترض الوجودية أن الشخص يمكنه تحديد معنى وهدف حياته بالفعل، وبالتالي عليه أن يقوم بمواجهة وحل الأزمة الوجودية.
في الفلسفة الوجودية، يرتبط مصطلح «الأزمة الوجودية» تحديدًا بأزمة الفرد عندما يدرك أنه يجب عليه دائماً تحديد حياته من خلال الخيارات التي يتخذها. تحدث الأزمة الوجودية عندما يدرك المرء أنه حتى قرار الامتناع عن التصرف أو حجب الموافقة عن اختيار معين في الحياة هو في حد ذاته خيار. بعبارة أخرى، «محكوم» على الجنس البشري بالحرية.

## كيفية التعامل مع الأزمة الوجودية
أكد بيتر ڤيسل زابفه ، الفيلسوف النرويجي والمتمسك بالعدمية ومناهضة الولادة، في مقالته، المسيح الأخير، أن هناك أربع طرق يعتقد أن جميع الكائنات الواعية تستخدمها من أجل التعامل مع خوفها من عدم أهمية وسخافة الوجود، وهذه الطرق هي التثبيت، العزلة، الإلهاء، والتسامي.
التثبيت هو «تثبيت النقاط الداخلية، أو بناء جدران حول، صراع الوعي». تقدم آلية التثبيت للأفراد قيمة أو نموذجاً يسمح لهم بتركيز انتباههم بطريقة متسقة. طبق زابفي أيضًا مبدأ الثبيت على المجتمع، وقال أن «الله، الكنيسة، الدولة، الأخلاق، المصير، قوانين الحياة، الشعب، المستقبل» كلها أمثلة على نقاط التثبيت الجماعية الأساسية.
العزلة هي «طرد تعسفي كامل لكل الأفكار والمشاعر المزعجة والمدمرة من نطاق الوعي».
الإلهاء يحدث عندما «يحد المرء من الانتباه على النقاط (الأفكار) الحرجة». الإلهاء يركز كل طاقته على مهمة أو فكرة لمنع العقل من الانقلاب على نفسه.
التسامي هو إعادة تركيز الطاقة بعيدًا عن المنافذ السلبية، بل نحو المنافذ الإيجابية. ينأى الأفراد بأنفسهم وينظرون إلى وجودهم من وجهة نظر جمالية (مثل الكتاب والشعراء والرسامين). أشار زابفي نفسه إلى أن أعماله المكتوبة كانت نتاج التسامي.
يعتقد البعض أن الأزمة الوجودية هي في الواقع شيء جيد فهي «عبء على الأفراد الموهوبين والمفكرين العميقين الذين يميزهم عن أولئك الذين لا يفكرون بعمق في الحياة».
لماذا يجب أن تحدث مثل هذه الاهتمامات الوجودية بشكل غير متناسب بين الأشخاص الموهوبين؟ يرجع ذلك جزئيًا إلى التفكير الجوهري والانعكاسات التي يجب ان تحدث للتنبه إلى هكذا أمور، بدلاً من مجرد التركيز على الجوانب السطحية للحياة اليومية. يقول جيمس ويب، «يوجد الاكتئاب الوجودي لدى الأفراد الموهوبين».

## في السياق الثقافي
في القرن التاسع عشر، اعتبر كيركجارد أن القلق واليأس الوجودي سيظهر عندما تثبت وجهة نظر موروثة أو مستعارة للعالم (غالبًا ما تكون ذات طبيعة جماعية) أنها غير قادرة على التعامل مع تجارب الحياة المتطرفة وغير المتوقعة. قام نيتشه بتوسيع آرائه ليقترح أن موت الله - فقدان الإيمان الجماعي بالدين والأخلاق التقليدية - خلق أزمة وجودية أكثر انتشارًا للشخص الواعي فلسفياً.
لقد تم بالفعل النظر إلى الأزمة الوجودية على أنها المرافقة الحتمية للحداثة (1890-1945). في حين رأى دوركهايم الأزمات الفردية على أنها نتيجة ثانوية لعلم الأمراض الاجتماعي ونقص (جزئي) في المعايير الجماعية، بينما رأى آخرون أن الوجودية تنبع على نطاق أوسع من الأزمة الحداثية لفقدان المعنى في جميع أنحاء العالم الحديث. وكان الجواب عليها إما دينًا أعيد إحياؤه من خلال تجربة الشذوذ في الجماعة (كما هو الحال مع مارتن بوبر)، أو الوجودية الفردية القائمة على مواجهة الاحتمال العبثي للمصير البشري داخل عالم غريب لا معنى له، كما هو الحال مع سارتر وكامو.
قدم إيرفين يالوم، الأستاذ الفخري في الطب النفسي بجامعة ستانفورد، مساهمات أساسية في مجال العلاج النفسي الوجودي. وكان رولو ماي أحد مؤسسي هذا النهج. اقترح فريدريك جيمسون أن ما بعد الحداثة، بتشبعها للفضاء الاجتماعي بثقافة المستهلك المرئية، قد أبدلت القلق الحداثي للموضوع التقليدي، ومعه الأزمة الوجودية القديمة، بعلم أمراض اجتماعي جديد للتأثير المسطح والموضوع المجزأ.
قدم إيرفين يالوم، الأستاذ الفخري في الطب النفسي بجامعة ستانفورد، مساهمات أساسية في مجال العلاج النفسي الوجودي. وكان رولو ماي أحد مؤسسي هذا النهج. اقترح فريدريك جيمسون أن ما بعد الحداثة، بتشبعها للفضاء الاجتماعي بثقافة المستهلك المرئية، قد أبدلت القلق الحداثي للموضوع التقليدي، ومعه الأزمة الوجودية القديمة، بعلم أمراض اجتماعي جديد للتأثير المسطح والموضوع المجزأ.

## وصلات خارجية
- Alan Watts on meaningless life, and its resolution